# Edith Kennedy
Edith May Kennedy, a menudo acreditada como Edith M. Kennedy, fue una escritora y guionista estadounidense, activa durante la era del cine mudo.

## Biografía

### Inicios
Nació en Auburn, Nueva York, siendo hija de Frederick Kennedy y Clara Lane. La familia se mudó varias veces durante la niñez de Edith, finalmente asentándose en Pasadena, California, donde Edith empezó su carrera como escritora.

### Carrera
Edith escribió cuentos antes de volver su atención a Hollywood. Después de mudarse a Pasadena en 1915, empezó a escribir guiones de película y encontró trabajo en gran demanda. Escribió docenas de guiones entre 1917 y 1924 en Lasky Studios, trabajando con directores como George Melford y Walter Edwards, y a menudo escribiendo para Constance Talmadge.

### Vida personal
Se casó con el compositor residente en Nueva York Albert D. Jewett en 1921, y a partir de allí, fue contratad por MGM. La pareja más tarde se divorciaría.
Su hermana, Clara Genevieve Kennedy también trabajó brevemente como guionista, escribiendo ocho guiones entre 1918 y 1921.
Edith murió el 8 de noviembre de 1963, en Pasadena.